# 羽倉信也
羽倉 信也（はぐら のぶや、1919年〈大正8年〉1月17日 - 2004年〈平成16年〉4月12日）は、日本の銀行家。第一勧業銀行頭取、第42代全国銀行協会会長、神社本庁理事。

## 人物・来歴
京都府生まれ。羽倉家の家系は千年前に迪ることができ、先祖代々京都伏見稲荷大社の社家（社務を司る家）であった。
慶應義塾大学予科に進み、英文学を極め、1941年（昭和16年）に同大経済学部卒業後、特殊銀行であった日本勧業銀行に入行。学生時代に培った英語力を活かし、アメリカの金融制度の翻訳や調査、戦後はGHQに提出する資料の作成に携わる。銀行員生活の大半を国際畑で過ごし、ニューヨーク支店長などを歴任し、1968年（昭和43年）に取締役丸の内支店長。
1971年（昭和46年）10月、第一勧業銀行の発足によって常務取締役大阪支店長、76年副頭取、82年頭取、88年会長。本店での部長経験がないまま取締役に就任し、最終的に頭取まで上り詰めたため、高杉良からは「大手都銀の中でも稀有な存在」と評されている。
頭取時代には預金だけではなく関連会社を含めた連結総資産残高を重視する方針を執り、顧客に資産運用のため、様々な金融サービスを試みた。それによって84年の米金融専門誌『アメリカン・バンカー』の83年版世界の銀行番付で総資産残高を前年8位から一躍トップに、預金残高を11位から2位にランクインさせた。また、預金と貸出の規模は日本最大であったものの、経営効率の低さへの批判が強かったことを踏まえ、店舗網を維持しながらオンライン化などでコスト削減を進め、88年3月期決算において、経常利益と税引き後利益をトップへと導いた。 この間、85年に全銀協会長に就任し、「自由化は帰らざる河」と賛成する一方、政府に地域金融機関への配慮を求め、郵便貯金が民業圧迫だと批判した。
国際畑が長かった一方で「現場第一主義」をモットーとし、頭取在任中には「全支店を実際に訪問して回った」ことが自慢だった。電話魔でもあり、業績優秀な支店長に対しては、支店の規模に関係なく自ら電話をかけ話をするのが常だった。
相談役に退いてから、大来佐武郎元外相から再三に渡って口説かれ、92年10月に財団法人世界自然保護基金日本委員会会長に就き、日本委員会の発展に力を注ぐ。ほかに、経済団体連合会常任理事、経済同友会幹事、日本経営者団体連盟常任理事、東京銀行協会理事、神社本庁理事、稲毛神社崇敬者会顧問等を歴任した。
1997年（平成9年）6月、第一勧業銀行総会屋利益供与事件の発覚における頭取・会長経験者の総退陣の方針によって、相談役から退いた。
2004年（平成16年）4月12日、85歳没。

## 親族

### 羽倉家
江戸時代の国学者・荷田春満（羽倉家の生まれ）。荷田は氏であり、羽倉は家号である。
- 父：羽倉信一郎（帝国陸軍経理部大尉）